# Grand Prix de la ville de Geel
Le Grand Prix de la ville de Geel (en néerlandais : Grote Prijs Stad Geel) est une course cycliste sur route masculine disputée à Geel, dans la province d'Anvers, en Belgique. Elle est organisée par la commune de Geel entre 1995 et 2013. À partir de 2010, elle fait partie de l'UCI Europe Tour, en catégorie 1.2.

## Histoire
La première édition de la course a lieu en 1996. Elle fait partie de l'UCI Europe Tour en catégorie 1.2 à partir de 2010. La course, qui était une des manches de la Topcompétition, est définitivement annulée à partir de 2014 : son organisateur, à savoir le conseil communal, évoque les lois et réglementations qui leur sont imposées, le coût sans cesse croissant de l'organisation et la crise économique,.

## Palmarès
| Année | Vainqueur              | Deuxième               | Troisième            |
| ----- | ---------------------- | ---------------------- | -------------------- |
| 1996  | Geert Omloop           | Christian Van Dartel   | Davy Baptist         |
| 1997  | Mathew Hayman          | Daniël van Elven       | Mikael Wranqvist     |
| 1998  | Andy Vidts             | Sven Nys               | Björn Leukemans      |
| 1999  | Peter Lernout          | Max Becker             | Marc Vlijm           |
| 2000  | Tom Boonen             | Kevin Proost           | Andy Cappelle        |
| 2001  | Ruud Verbakel          | Jeroen Goffin          | Marco Bos            |
| 2002  | Wouter Van Mechelen    | Pieter Ghyllebert      | Gert Steegmans       |
| 2003  | Steven Caethoven       | Dwight Desaever        | Kor Steenbergen      |
| 2004  | Steven Vanden Bussche  | Rik Kavsek             | Romain Fondard       |
| 2005  | Kevin Neirynck         | Kevin Van Den Eeckhout | Evert Verbist        |
| 2006  | Kevin Van Den Eeckhout | Frank Van Kuik (de)    | Jurgen François      |
| 2007  | Gediminas Bagdonas     | Aidis Kruopis          | Maxime Vantomme      |
| 2008  | Joeri Clauwaert (de)   | Bjorn Coomans          | Dieter Cappelle      |
| 2009  | Jens Keukeleire        | Gregory Joseph         | Joeri Clauwaert (de) |
| 2010  | Timothy Dupont         | Bjorn Meersmans        | Matthew Brammeier    |
| 2011  | Sam Bennett            | Jonas Van Genechten    | Dries Depoorter      |
| 2012  | Tom Van Asbroeck       | Michael Van Staeyen    | Benjamin Verraes     |
| 2013  | Yves Lampaert          | Antoine Demoitié       | Tom Devriendt        |